# نيسرية متطاولة
نيسرية متطاولة (الاسم العلمي:Neisseria elongata) هي نوع من البكتيريا تتبع جنس النيسرية من فصيلة نظيرات النيسرية.